# 綠簇舌巨嘴鳥
綠簇舌巨嘴鳥（學名：Pteroglossus viridis），又名綠簇舌鵎鵼、綠阿拉沙鴷或綠阿拉卡鴷，是鵎鵼科簇舌鵎鵼屬的鳥類，是最小的巨嘴鳥之一，分布於南美洲北部的蓋亞那盾地一帶，棲息於低海拔雨林、河岸樹林、次生林乃至果園。種小名 viridis 在拉丁文中意為「綠色的」，指其墨綠色的背部與雙翼。

## 形態描述
綠簇舌巨嘴鳥是相當小型的巨嘴鳥，更是最小的簇舌鵎鵼屬物種，全長30至39公分，體重最輕僅有99公克。巴西葡萄牙語即以帶有「小男孩」之意的詞形容這種鳥，稱其為 。下表為鳥類學家蕭特與霍恩針對綠簇舌巨嘴鳥主要外部形質的測量結果，蘇利南族群的體重則為鳥類學家哈佛施密特與米斯所測量。
|        |            | 體重（公克） | 體重（公克） | 長度（毫米） | 長度（毫米） | 長度（毫米） | 長度（毫米） |
| 蘇利南 | 巴西       | 喙長         | 翼長         | 跗蹠長       | 尾長         |              |              |
| 雄     | 最小與最大 | 121–162      | 130–140      | 73.1–98.1    | 109–127      | 28.4–32.0    | 96–116       |
| 雄     | 平均值     | 137          | 133          | 81           | 117          | 30           | 108          |
| 雄     | 樣本數     | 13           | 4            | 35           | 32           | 27           | 26           |
| 雌     | 最小與最大 | 120–148      | 110–144      | 66.2–81.0    | 106–124      | 27.6–32.0    | 95–121       |
| 雌     | 平均值     | 134          | 未列出       | 72           | 115          | 30           | 107          |
| 雌     | 樣本數     | 17           | 3            | 34           | 34           | 29           | 26           |

與同域的其他巨嘴鳥相比，綠簇舌巨嘴鳥的身形較為纖長。其背部、翅膀的覆羽和三級飛羽，以及尾羽皆為頗深的墨綠色，腰部呈緋紅色，與同屬其他物種相近，但仍能以喙部斑紋與身體腹面的羽色來區別。綠簇舌巨嘴鳥的上喙有一條貫穿鼻孔的黑色橫紋，橫紋以上呈鮮黃色，橫紋以下的區域呈栗色，靠近基部轉為赭紅色至粉紅色，齒緣則為象牙白；下喙基部呈赭紅色至粉紅色，往尖端逐漸轉為深藍色與黑色。許多簇舌鵎鵼屬鳥類的腹面都有分明的粗橫紋，而綠簇舌巨嘴鳥的胸部至尾下覆羽全為檸檬黃，沒有橫紋，同時脅部與腿部呈深橄欖色。雄鳥與雌鳥在體型上相去無幾，但雄鳥的頭部為黑色，雌鳥頭部則為褐色，且雌鳥的喙整體而言較雄鳥短，是少數存在明顯兩性異形現象的巨嘴鳥。
虹膜紅褐色至酒紅色。眼周與眼先裸皮的顏色多變，通常為藍色至藍紫色，偶見藍綠色、綠色，或喙部附近呈黃綠色者；眼睛上方至後方的裸皮則呈鮮紅色。足部呈淡綠色、橄欖綠或藍綠色。
亞成鳥羽色與成鳥相近，但色澤較黯淡，身體腹面較偏向肉桂色，尾羽較尖。喙的齒緣尚未發育，且斑紋不明顯，大致呈淡褐色。

## 分布與棲地
綠簇舌巨嘴鳥是南美洲北部特有的留鳥，活動範圍約166萬平方公里，與蓋亞那盾地大致重疊，涵蓋委內瑞拉奧利諾科河流域以南的亞馬遜州與玻利瓦州、蓋亞那、蘇利南、法屬圭亞那，以及巴西內格羅－亞馬遜河以北地區。此區域的海拔可高達近3000公尺，但綠簇舌巨嘴鳥僅在低海拔地帶活動，已知最高也僅出沒於海拔約800公尺處。
綠簇舌巨嘴鳥棲息於溫暖濕潤的森林中，包含未遭定期泛濫的常綠闊葉林（terra firme）、棕櫚林、莽原的河岸林等，但也曾在氣候較乾燥的白沙林有出現紀錄。除了原生林外，也生活於高大的次生林與農園。

## 生活習性
綠簇舌巨嘴鳥主要吃果實，如傘樹科的果實。
綠簇舌巨嘴鳥的繁殖季節是於2月至6月。牠們會在樹穴上築巢，每次生2-4隻白色的蛋。

## 保育狀況
牠們被列為《瀕危野生動植物種國際貿易公約》附錄二的物種，被限制出口及貿易。

## 外部連結
- the Internet Bird Collection
- VIREO （页面存档备份，存于）